# Donne che odiano le donne
Donne che odiano le donne è un singolo della rapper italiana Chadia Rodríguez, pubblicato il 5 febbraio 2021.

## Video musicale
Il videoclip ufficiale del brano, diretto da Fabrizio Conte, è stato pubblicato il 10 febbraio 2021 sul canale YouTube della cantante.

## Tracce
1. Donne che odiano le donne – 3:39